# Luiz Sá
Luís Sá ou Luiz Sá (Fortaleza, Ceará, 28 de setembro de 1907 - Niterói, Rio de Janeiro, 1979) foi um caricaturista brasileiro, criador dos personagens Reco-Reco, Bolão e Azeitona que, durante anos, apareceram na revista infantil O Tico-Tico. Foi também responsável pela  criação de uma série de curtas de animação que ficou perdida por anos, As Aventuras de Virgulino.

## Vida
Foi para o Rio de Janeiro em 1928, quando expôs bicos-de-pena aquarelados que fixavam cenas e costumes do Ceará. Colaborou por 20 anos na revista O Malho. Produziu ainda desenhos humorísticos para jornais cinematográficos. 
Sá também foi responsável pela criação de O Bonequinho, personagem usado na seção de crítica de cinema do Jornal O Globo.
Seu desenho é caracterizado pelo uso quase exclusivo de linhas curvas, tendo quase todos os seus personagens os rostos bastante arredondados. Por volta de 1950 Luiz Sá muito contribuiu ilustrando  panfletos educativos e relacionados com a saúde publicados pelo então Ministério de Educação e Saúde no Rio de Janeiro, como uma ilustração abaixo do texto "Quem come a galope, o intestino entope."
Em 2016, sua data de nascimento foi escolhida para ser o "Dia Estadual dos Quadrinhos" no Ceará.